# Thryssa kammalensoides
Thryssa kammalensoides är en fiskart som beskrevs av Wongratana, 1983. Thryssa kammalensoides ingår i släktet Thryssa och familjen Engraulidae. Inga underarter finns listade i Catalogue of Life.